# بازار أصفهان الكبير

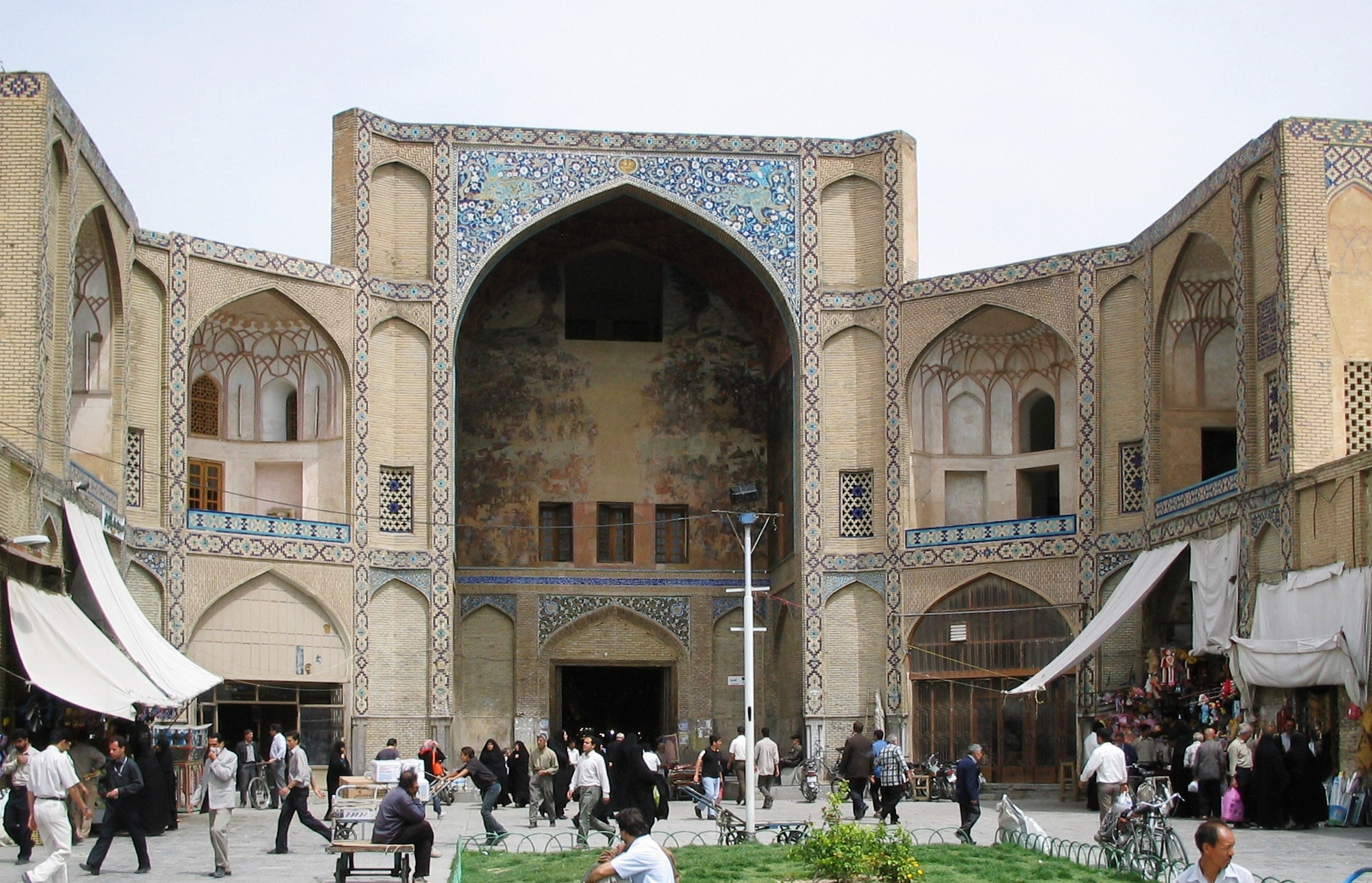
المدخل الرئيسي لبازار أصفهان

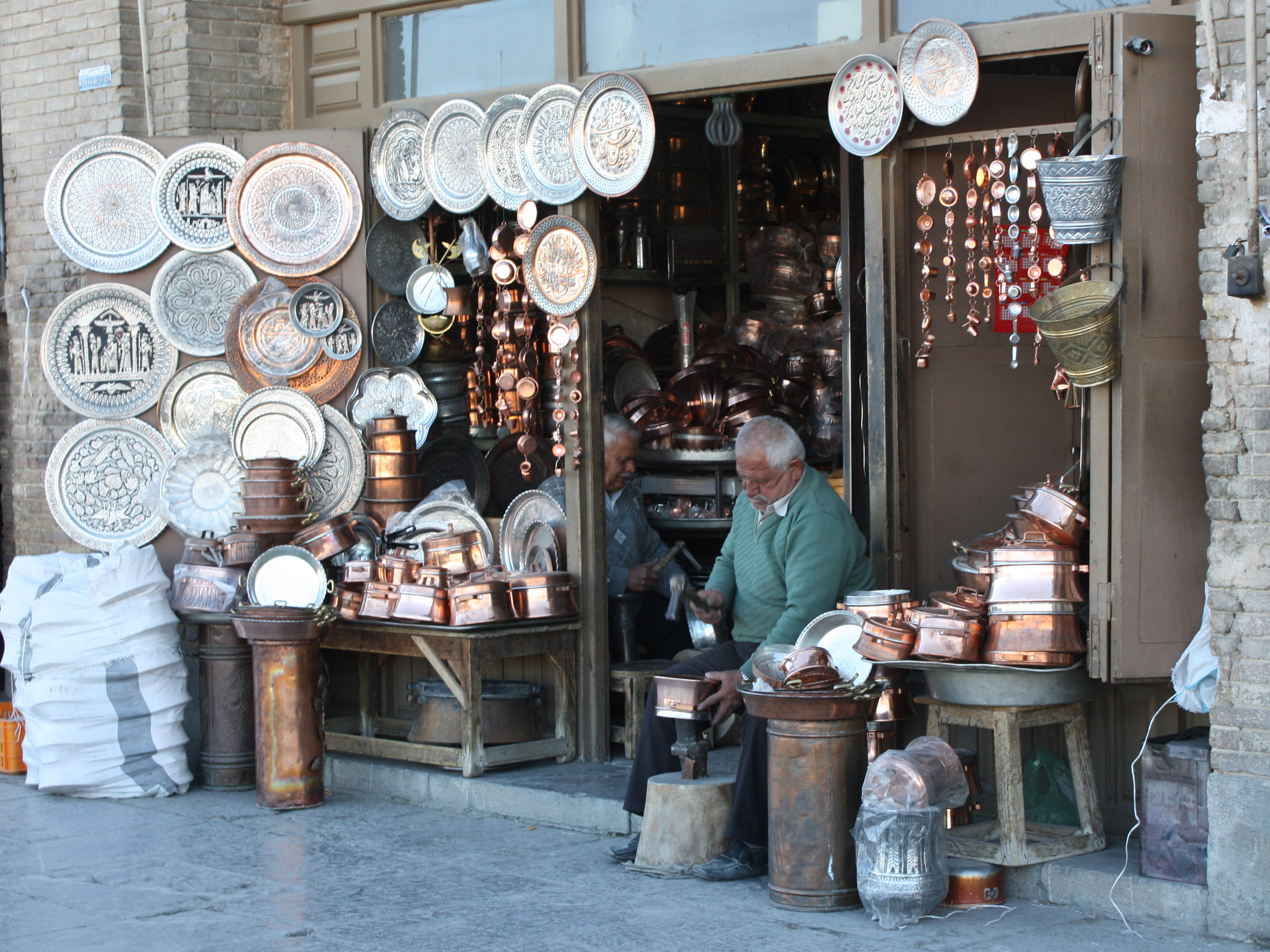
بائع حرفي

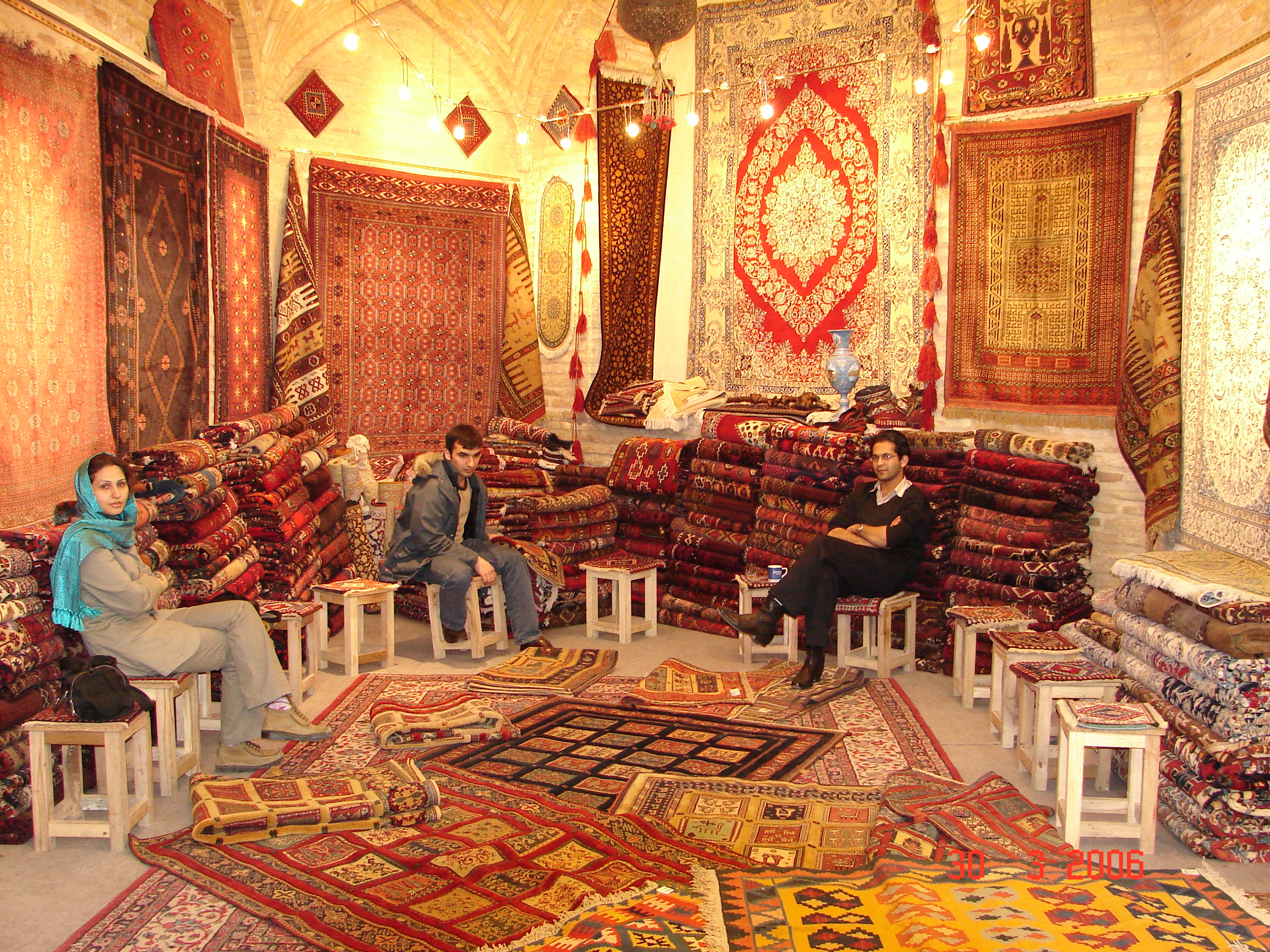
متجر السجاد في بازار أصفهان

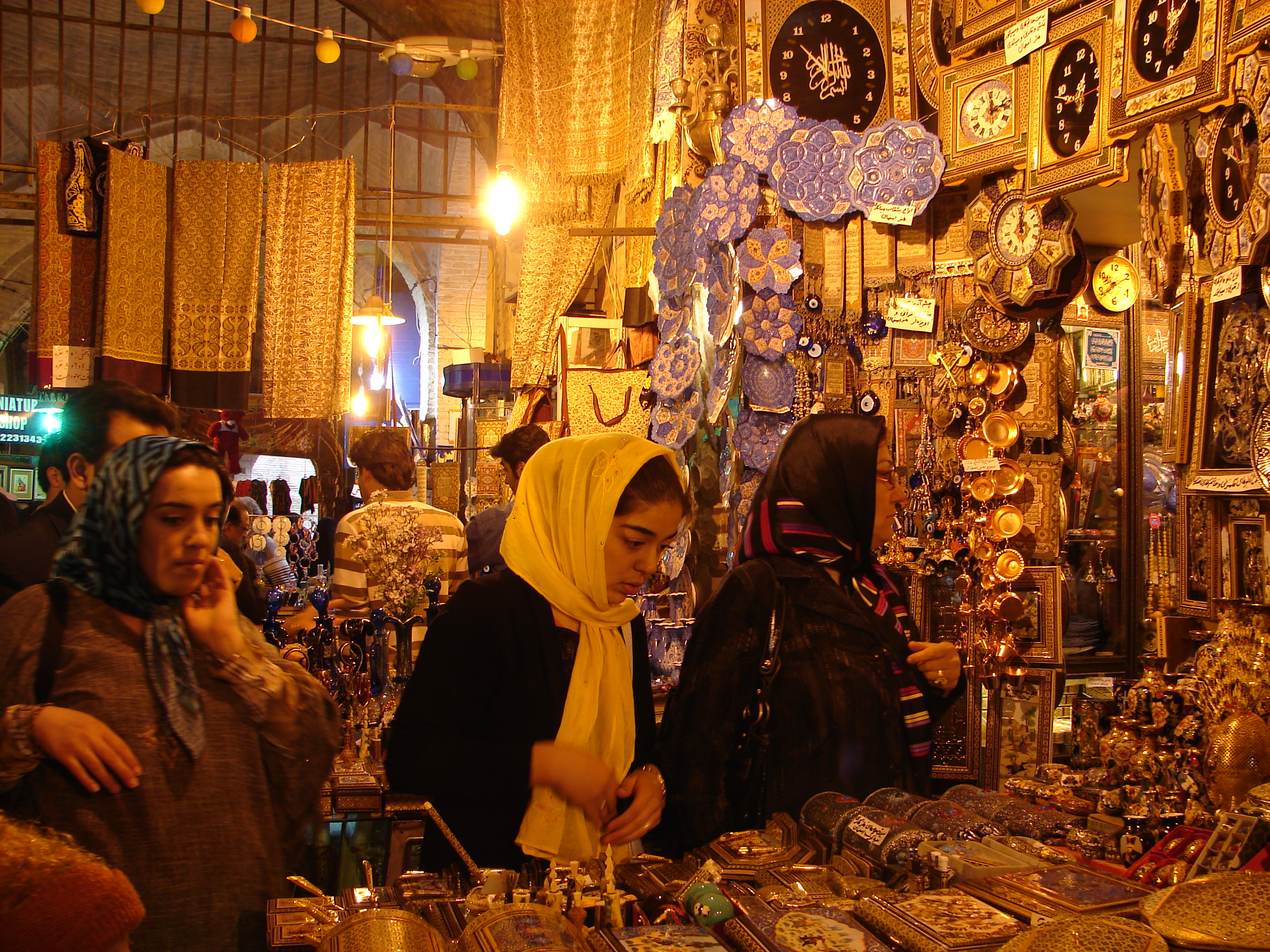
المتسوقون في بازار أصفهان

بازار أصفهان الكبير (بالفارسية : بزرك، بازار بزرگ). ويسمى أيضا بازار قيصرية. هو أحد أقدم وأكبر الأسواق في إيران. وكلمة بازار هي في الأصل كلمة فارسية تعني (سوق) في اللغة العربية.